# Isaszeg (stacja kolejowa)
Isaszeg (węg: Isaszeg vasútállomás) – stacja kolejowa w Isaszeg przy Rózsa utca, na Węgrzech.

## Linie kolejowe
- Linia kolejowa 80a Budapest–Hatvan

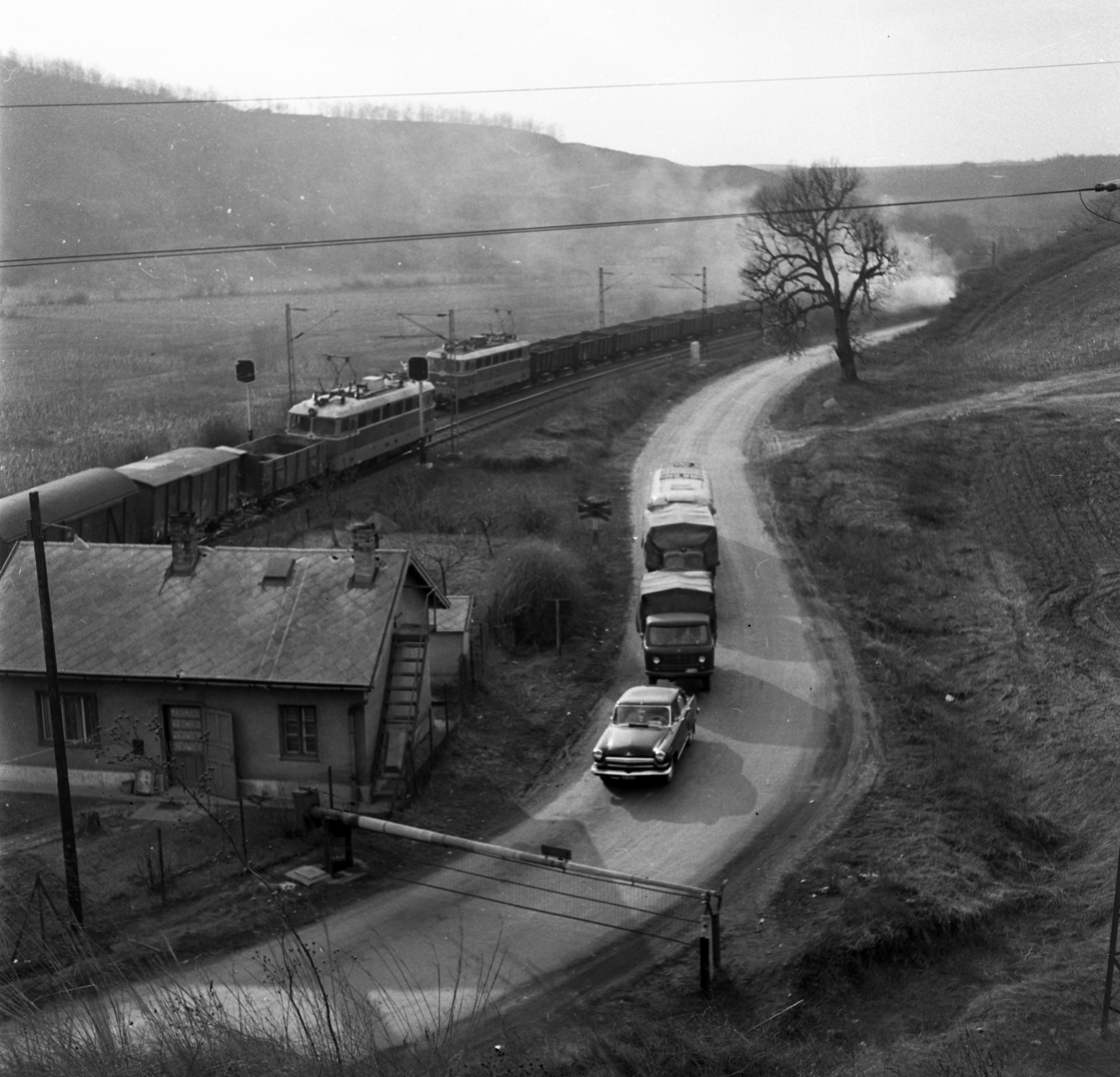
Rákóczi utca - przejazd kolejowy (widok w kierunku Pécel w 1971)

| Isaszeg                               |  |                                            |
| Linia 80a Budapest–Hatvan (30,000 km) |  |                                            |
| Pécelodległość: 9,000 km              |  | Gödöllő-Állami telepek odległość: 3,000 km |